# Imperiul Seleucid
Imperiul Seleucid a fost unul din statele elenistice succesoare ale imperiului creat de Alexandru cel Mare. În perioada de maximă întindere teritorială, Imperiul Seleucid cuprindea Anatolia centrală, Levantul, Mesopotamia, Persia, Turkmenistan, Pamir și Valea Indusului (Pakistan).

## Fondarea Regatului Seleucid

Imperiul Seleucid în 301 î.Hr.

În 323 î.Hr., la moartea lui Alexandru cel Mare, Perdiccas este proclamat regent al imperiului creat de macedoneni, iar Seleucus (născut în 358 î.Hr.), fiul nobilului Antiochos, devine hillarh al lui Perdiccas.
În 321 î.Hr., Seleucus I Nicator, unul dintre generalii lui Alexandru cel Mare, devine satrap al Babiloniei, in urma rascoalei diadohilor, împotriva regenței lui Perdiccas. 
Seleucus fusese unul din generalii lui Alexandru, care se afirmase mai ales în expediția din India (326 î.Hr.) și la instigarea acestuia, Perdiccas este ucis de propriii soldați, în timpul expediției împotriva Egiptului, la Pelusa, pe malul Nilului.
În timpul celui de-al doilea război al diadohilor (319 î.Hr. - 316 î.Hr.), Seleucus va fi izgonit din Babilon, iar Antigonos Monophtalmos, satrapul Pamfiliei și Liciei, va deveni stăpân al Asiei. Încercarea acestuia de a păstra unitatea cuceririlor lui Alexandru, sub autoritatea sa, proclamându-se regent, va declanșa al treilea război (315 î.Hr. - 311 î.Hr.), în cadrul căruia, Demetrios, fiul lui Antigonos, va pierde bătălia de la Gaza (312 î.Hr.).
În urma păcii din (311 î.Hr.), imperiul este împărțit între Antigonos (Asia), Ptolemeu (Egipt), Lysimach (Tracia), Kassandros (Grecia și Macedonia). Lăsat pe dinafară, Seleucus reușește totuși să se impună în Babilon, cu sprijinul lui Ptolemeu I Soter, stăpânul Egiptului.

## Domnia lui Seleucus I Nicator

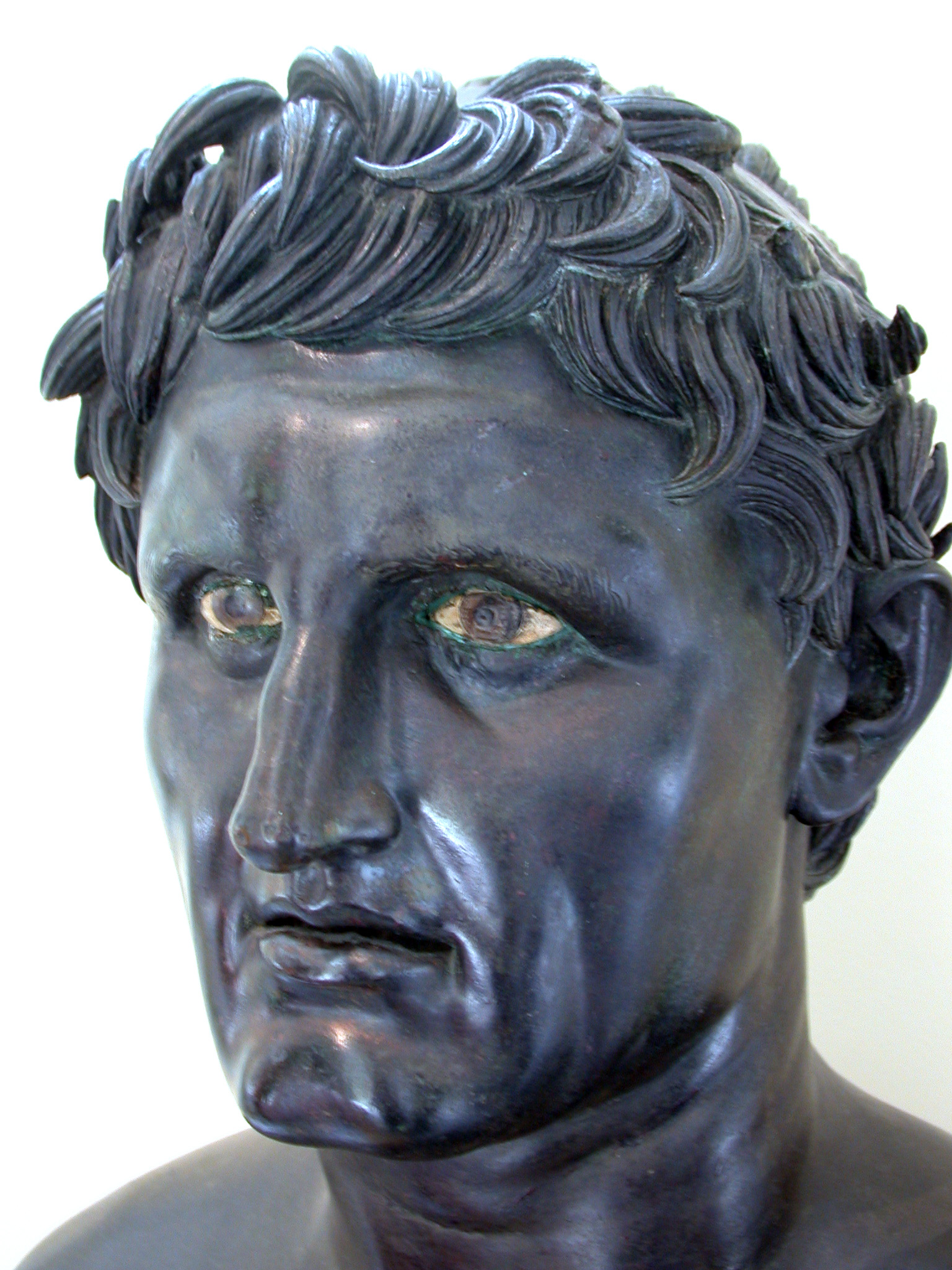
Seleucus I Nicator (copie romană după bustul de bronz original, grecesc, găsit în Herculaneum)

Una din primele acțiuni ale lui Seleucus, a fost întemeierea unui mare oraș, Seleucia pe Tigru (Tel Umar de astăzi, din Irak), care a devenit, pentru un deceniu, capitala statului Seleucid.
După asasinarea în 310 î.Hr a Roxanei și al lui Alexandru IV (soția și fiul lui Alexandru cel Mare), din ordinul lui Kassandros, reizbucnesc luptele dintre diadohi. Ultimele idei de menținere a imperiului unitar sunt pierdute când Antigonos și Ptolemeu I Soter se proclamă regi în Grecia și respectiv Egipt (306 î.Hr.).
La rândul său, Seleucus I Nicator se proclamă rege al Babiloniei, fondând statul Seleucid.
Încă dinainte de adoptarea oficială a regatului, Seleucus începuse o campanie militară de proporții, în Asia Centrală (311 - 304 î.Hr.), împingând granițele regatului său, până la Indus, și intrând în conflict cu Chandragupta, regele Indiei Maurya. Campania îi aduce titlul de „Nicator” (Învingătorul).
Seleucus recuperase teritoriile indiene, pierdute după moartea lui Alexandru cel Mare, dar conștient de puterea militară tot mai crescută a indienilor lui Chandragupta (care tocmai fondase cel mai mare imperiu indian al epocii), va încheia cu acesta o pace de compromis. Nu se cunosc evenimentele din timpul luptelor dintre greci și indieni dar se cunosc detaliile păcii prin care renunță la satrapiile indiene (Gandhara, Gedrosia și Arachosia) în schimbul a 500 elefanți de război și promsiunea de căsătorie dintre Seleucus și fiica suveranului indian.
În anul 301 î.Hr are loc deznodământul luptelor dintre diadohi. La Issos, unde Alexandru învinsese pe perși, are loc ultima bătălie dintre diadohi, în timpul căreia moare Antigonos și cu el ultima speranță de a menține lumea elenistică unită.
Îm urma împărțirii imperiului între diadohi, Seleucus ocupă Siria (fără partea ei meridională, Coilesyria), ceea ce va genera un conflict de secole cu Egiptul Ptolemeilor și o serie de șase războaie sângeroase.
În anul 300 î.Hr, Seleucus mută capitala într-un oraș nou înființat, Antiohia. Centrul de greutate al politicii seleucide se va muta, astfel, înspre apus, în detrimentul provinciilor asiatice.
Moartea lui Seleucus, va surveni în anul 281 î.Hr, în urma bătăliei de la Kurupedion (Corupedium), în care îl învinsese pe Lisimah.
La moartea sa, Imperiul Seleucid, era cel mai mare stat elenistic, cu o suprafață de 3,4 milioane de km2

## Imperiul Seleucid în secolele III-II î.Hr.

#### Pierderi teritoriale
Antiochus I și succesorul său, Antiochus al II-lea, datorită războaielelor intermitente cu Ptolemeu al II-lea și invazia celtică a Anatoliei, nu observă cum Cappadocia, Parția și Regatul Greco-Bactrian secesionează de Imperiul Seleucid.
Diodotus, satrapul Bactriei, se proclamă rege al regatului Greco-Bactrian în aproximativ 245 î.Hr. Acest regat se bucura de un nivelul înalt de urbanizare, conform exploratorului și ambasadorului chinez, Zhan Qian, și o bogată cultură elenă. Spre sfârșitul existenței acestui stat, bactrienii reușesc a cuceri nordul Indiei, creând Regatul Indo-Grec. Dar în 125 î.Hr., Regatul Greco-Bactrian este distrus de invazia triburilor Yuezhi.
Secesionarea Parției, sub conducerea satrapului Andragoras, este paralelă cu cea a Bactriei. Arsacedes va invada acest teritoriu în 238 î.Hr., punând bazele Imperiului Part al dinastiei Arsacide, dușmanul cel mai redutabil al Republicii și Imperiului Roman.
Sub domnia lui Seleucos al II-lea se formează regatele anatoliene, Cappadocia, Pontus, și Bitinia și Pergamul dinastiei Attalide, datorită atenției acordate războiului cu Egiptul.

#### Recuceriri

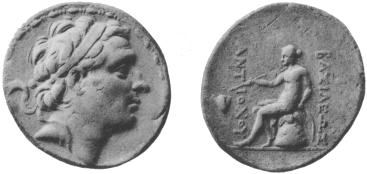
Monezi de argint cu efigia lui Antiochus al III-lea cel Mare.

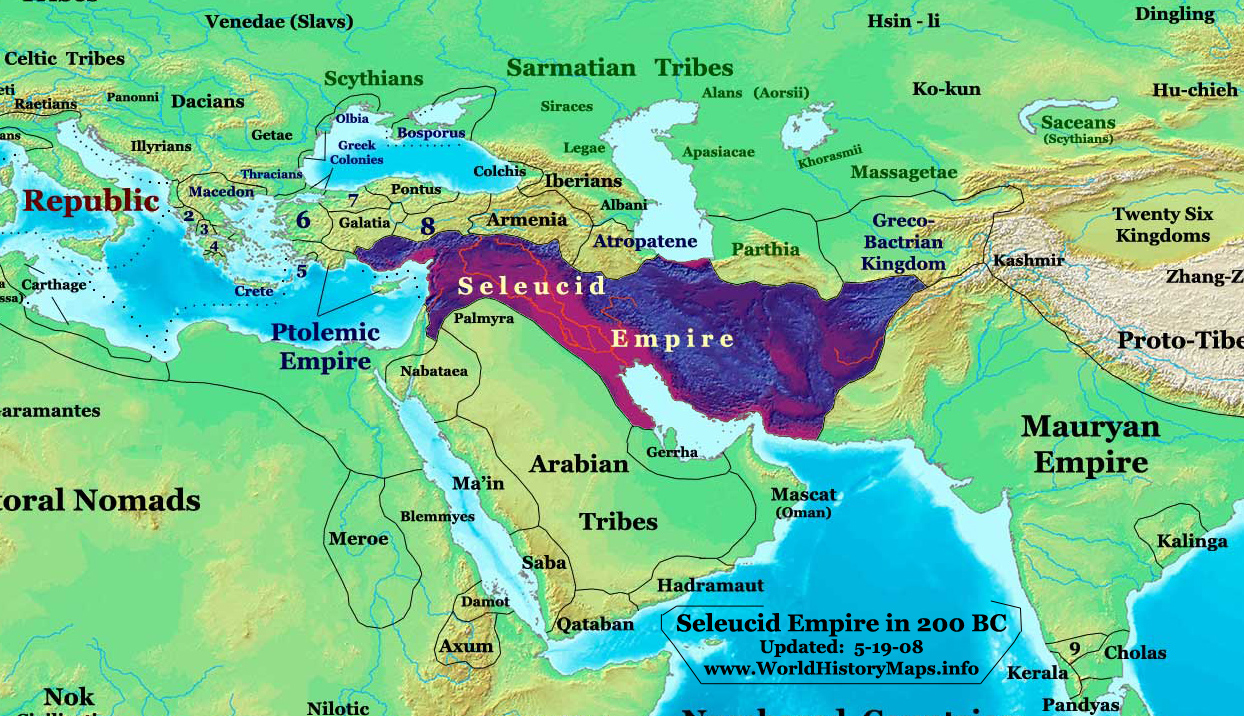
Imperiul Seleucid în 200 î.Hr., (după expansiunea în Anatolia și Grecia).

În 223 î.Hr. ascensiunea lui Antioch al III-lea cel Mare pe tronul seleucid va marca renașterea acestui imperiu.
Antioch restabilește Bactria și Parția ca vasali după războaie de zece ani, dovedindu-se cel mai mare împărat seleucid după Seleucus I Nicator. Trecând în India, acesta se împrietenește cu regele indian, Sophagasenus, de la care va primi elefanți de război și provizii pentru trupele sale.
În vest, Antioch recucerește Siria-Coele de la Egipt, redându-i gloria pierdută Imperiului Seleucid.

#### Războiul cuRoma

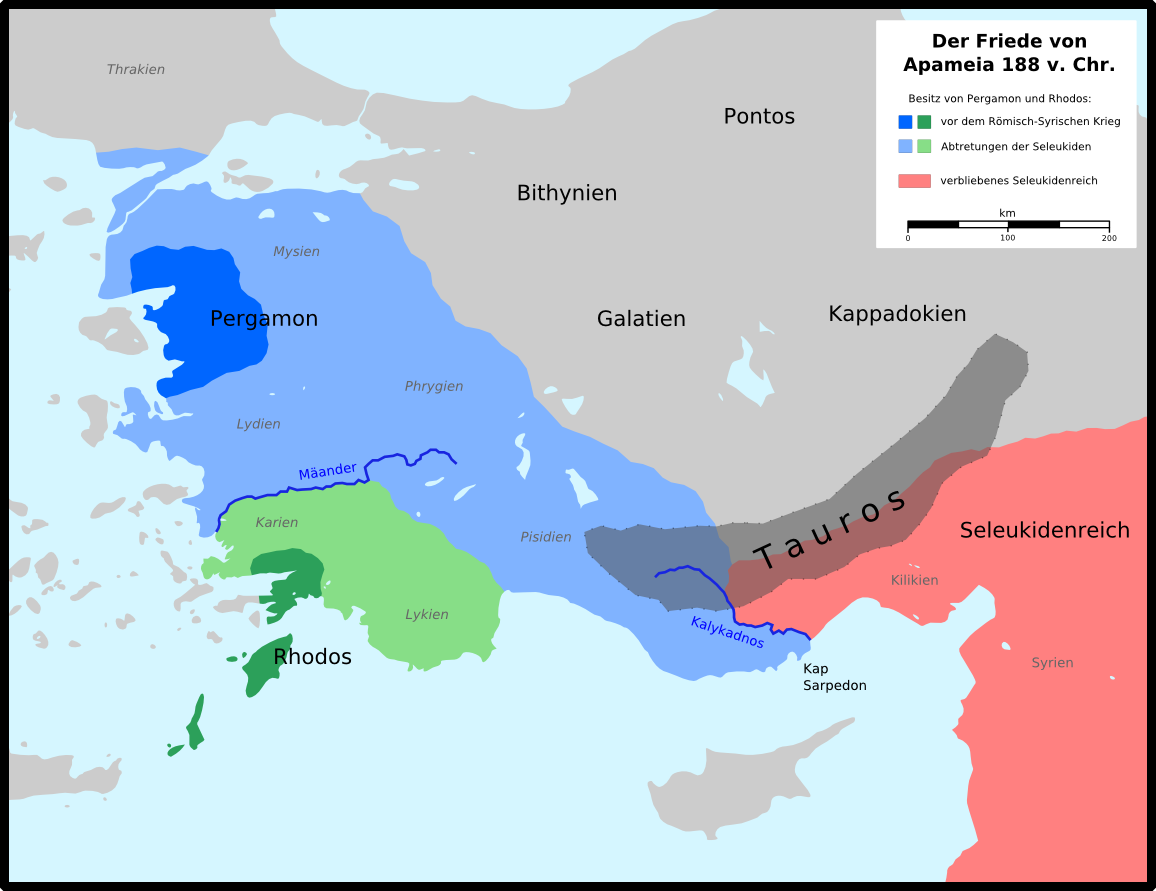
Harta geopolitică a Asiei Mici după pacea seleucizilor cu romanii

Încurajat de exilul generalului cartaginez Hannibal și de încheierea păcii cu Liga Etoliană, acesta pornește o invazie în Hellespont, creând din Imperiul Seleucid o putere în lumea greacă. O viitoare confruntare cu superputerea din Mediterană, Republica Romană, devine inevitabilă. Războiul se soldează cu înfrângerea seleucizilor și încheierea unei păci prin care se hotărăște retragerea dincolo de Munții Taurus și plătirea unor despăgubiri de război Romei.
Aliatele Romei din Asia Mică, Regatul Pergamului și Republica Rodosului, ocupă fostele teritorii seleucide anatoliene.
Antioch căutând să obțină bani pentru a despăgubi Roma, organizează o expediție în est, dar moare în 187 î.Hr.

## Colapsul

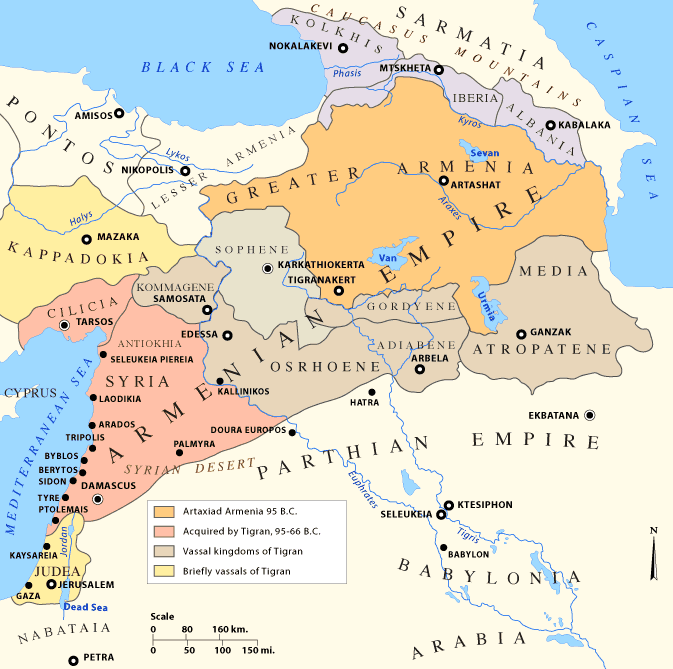
Armenia lui Tigranes cel Mare

După anul 100 î.Hr., Imperiul Seleucid mai cuprindea Antiohia și câteva orașe siriene. Deși, puteau fi absorbiți de orice stat vecin, nobili își continuau războaiele civile intermitente. De asemenea, aceste așezări seleucide au constituit un stat-tampon benefic pentru regiune.
Regele Armeniei, Tigranes cel Mare, a invadat Siria seleucidă, intitulându-se regele Siriei, văzând în aceasta o oportunitate în privința expansiunii statului său. Dar acesta nu a fost sfârșitul urmașilor lui Seleucus I Nicator.
Mulțumită înfrângerii suferite de Tigranes în fața lui Lucullus în 69 î.Hr., Antioh al XIII-lea , un nobil seleucid, preia frâiele Siriei. Dar războiele civile dintre Antioh și ceilalți nobili au continuat. Pompei vede în aceste conflicte un factor defavorabil sferei de influență orientale romane, așa că în 63 î.Hr., rămășițele formidabilului Imperiu Seleucid sunt înglobate de Roma.